# Tučňák snarský
Tučňák snarský (Eudyptes robustus), případně též tučňák snárský, je zástupce čeledi tučňákovitých obývající Nový Zéland. Jako druh byl popsán teprve roku 1953 novozélandským přírodovědcem Walterem Oliverem. Je však některými autoritami hodnocený jako poddruh tučňáka novozélandského, v jejichž případě nese trinomické latinské jméno Eudyptes pachyrhynchus robustus. Pojmenován je podle místa svého typického výskytu (ostrovy Snares).

## Výskyt
Vyskytuje se na skupině ostrovů na jihu Jižního ostrova s názvem Snares. Je to tzv. endemit, ačkoliv bylo několik tučňáků hlášeno i na dalších okolních ostrovech (Campbellovy ostrovy, ostrov Macquarie, Chathamské ostrovy, Stewartův ostrov, Tasmánie). Šlo však pravděpodobně o toulající se jedince během mimohnízdního období.

## Popis
Obvykle dosahuje délky těla 47–60 cm (zdatní jedinci patrně až 73 cm) a hmotnosti 3–4 kg (případně až 5,2 kg), která kolísá asi o 1 kg během rozmnožování.
Dospělí mají černomodrá záda a bíle až krémové břicho. Mají robustní oranžově zbarvený zobák a charakteristické žlutozlaté chocholy, které z vrchu lemují oči a na konci jsou vodorovně roztřepené. Od ostatních druhů z rodu Eudyptes je snadno rozeznatelný díky nápadnému bílému lemu po stranách kolem koutků zobáku. Mláďata jsou na zádech tmavě hnědá s bílým bříškem, které se postupně zbarvuje do béžové. Dospívající pak mají záda našedlá. Během chovu jsou po celou dobu od dospělých rozeznatelní a to především nezbarvenými a kratšími chocholy.

## Potrava
Tito tučňáci loví ve skupinách (15–30 tučňáků) a to především z 60–63 % drobné korýše (např. Nyctiphanes australis), z 19–20 % chobotnice (např. Moroteuthis ingens a Nototodarus sloanii) a rovněž asi z 18–20 % ryby (např. Paranotothenia magellanica, Leptonus norae). Jindy byla v žaludcích samců nalezena výhradně rybí strava (z 90 %), což bylo pravděpodobně způsobenou chudou nabídkou. V období rozmnožování se nevzdalují na více než 50 km od pobřeží.
Samci jsou co se týče plavání a ponorů očividně schopnější a dokážou se pohybovat v hloubce až 120 metrů. Samice jsou oproti nim skromnější a potápějí se do hloubky obvykle nepřesahující 30 metrů (případně též 30–40 m).

## Rozmnožování a chov mláďat
Jsou to zpravidla monogamní ptáci. Hnízdí v koloniích od malých v počtu 10 párů až velkých o počtu 1 200–1 500 nebo 1 900 párů, v lese nebo na otevřené planině v nadmořské výšce asi do 70 metrů. Nevadí jim ani strmé skalnaté svahy obklopující ostrovy a celkem obratně po nich dokážou lézt.
V srpnu samci zamíří do obvyklého hnízdiště. Týden budou hájit svá hnízdní teritoria (jen prostor okolo hnízda) a vyčkávat na příchod svých loňských nebo budoucích družek. Hnízda si staví v keřích nebo ve vysoké trávě a v tomto čase jej upravují. Hnízdem je zpravidla jen mělká díra v hlíně schovaná ve zmíněné vegetaci a „obohacená“ kamínky, listy, stonky nebo peřím. Na konci chovného cyklu jsou kvůli „aktivitě“ tučňáků hnízda těžko k rozeznání.

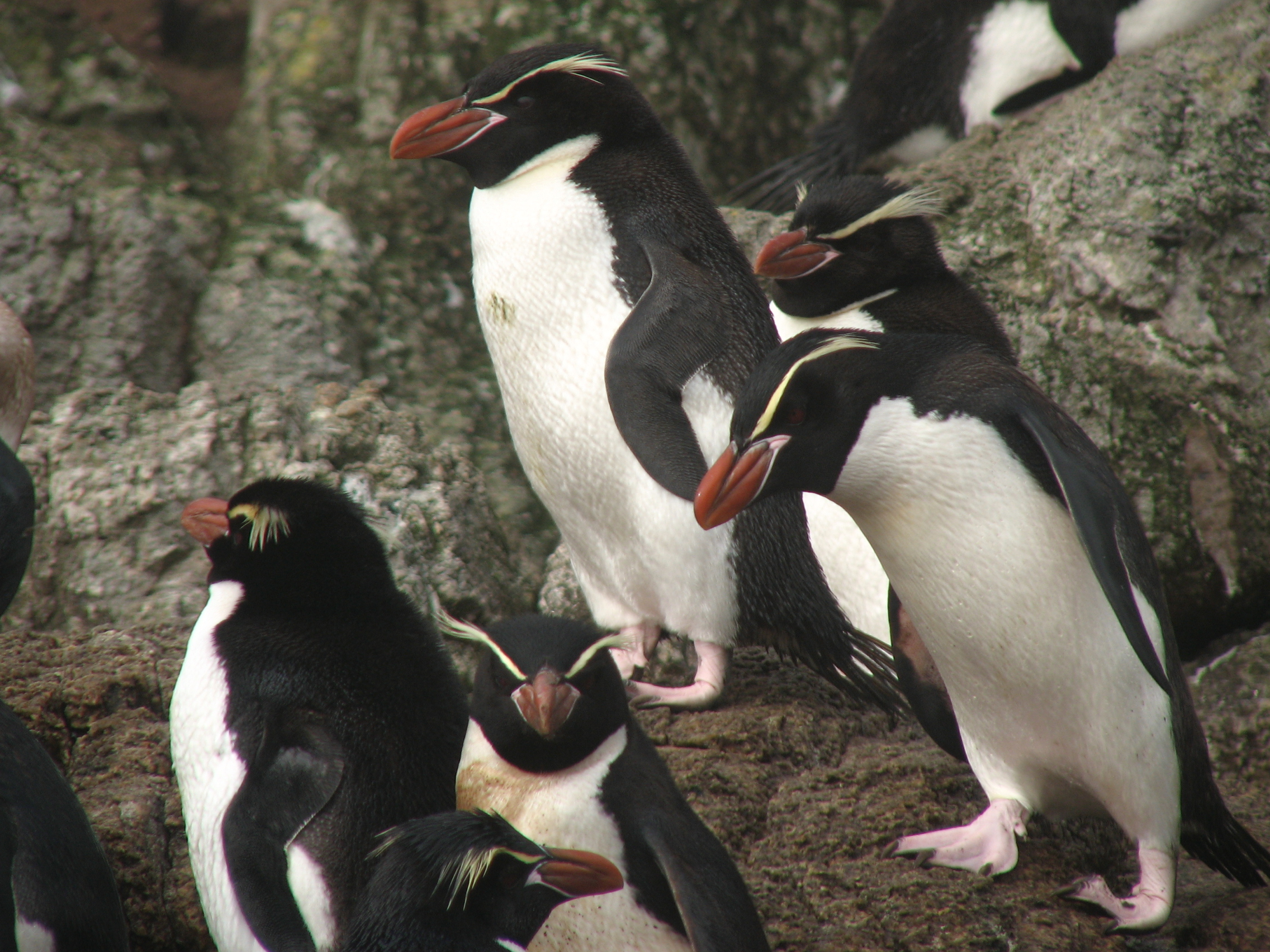
Skupinka tučňáků snarských

Při přítomnosti družek samci svá teritoriální chování zmírní a věnují pozornost výhradně jim. Snaží se být nepřehlédnutelní a vydávají hluboké hrdelní tóny. Udržují vzpřímenou polohu s nataženou hlavou (zobákem) k obloze s níž kývají ze strany na stranu. Takto vyhledávají své loňské družky nebo vábí nezadané samice. Dohledané nebo čerstvě uzavřené páry se u společného hnízda oddávají pozdravům, což je charakterizováno společným ukláněním, troubením či třením se těly, hlavami nebo zobáky. Důkazem náklonnosti je i vzájemné probírání peří. Takovéto rituály se provádí pokaždé i když se jedná o pár, který spolu hnízdí více let. Teprve po tomto ceremoniálu jsou plně odhodláni k páření.
Na začátku října snese samice dvě modrozelená vejce. První (např. 92 g) je podobně jako u ostatních druhů z rodu Eudyptes menší, nežli druhé (např. 120 g) snesené za 4–5 dní poté. Období rozmnožování začíná bezprostředně po snesení vajec, při inkubační době trvající 31–39 dní. Zprvu je pár pospolu a samec ochraňuje jinak bezmocnou samičku. Asi po 11 dnech se však odloučí, samec zabere její místo a samička se půjde nakrmit (střídají se asi po 10–12 dnech). Pozice si následně vyměňují i po vylíhnutí mláďat (jeden hlídá, druhy loví), ale po třech týdnech loví společně a tehdy se mláďata zdržují v tzv. školkách (o počtu až 30 kuřat). V nepřítomnosti rodičů se tímto chrání před predátory. Zřídkakdy přežijí dvě mláďata od jednoho páru. Musely by být opravdu vhodné podmínky a tím spíš nadbytek potravy. Větší mládě to menší vyloženě odstrkuje a vztahuje pozornost na sebe. Nakrmeno pak bude především to mládě, které více žadoní. Koncem ledna, asi po 75–80 dnech, mláďata definitivně přepeří a opustí spolu s rodiči kolonii. Již zcela samostatná se vykrmí a v květnu opět zamíří na břeh přepelichat. Dospělí ptáci po náročném období rozmnožování podniknou nejprve 4–6týdenní ozdravovací kúru. Při ní se dostatečně nakrmí, aby mohli obměnit své opotřebené peří také, obvykle v březnu nebo dubnu. Pohlavně dospělí jsou samice v pěti a samci až v šesti letech (někdy i později), ale takových let se dožije jen asi 50 % mláďat. Šťastnější jedinci se pak mohou dožít stáří 15–20 let.

## Přirození predátoři

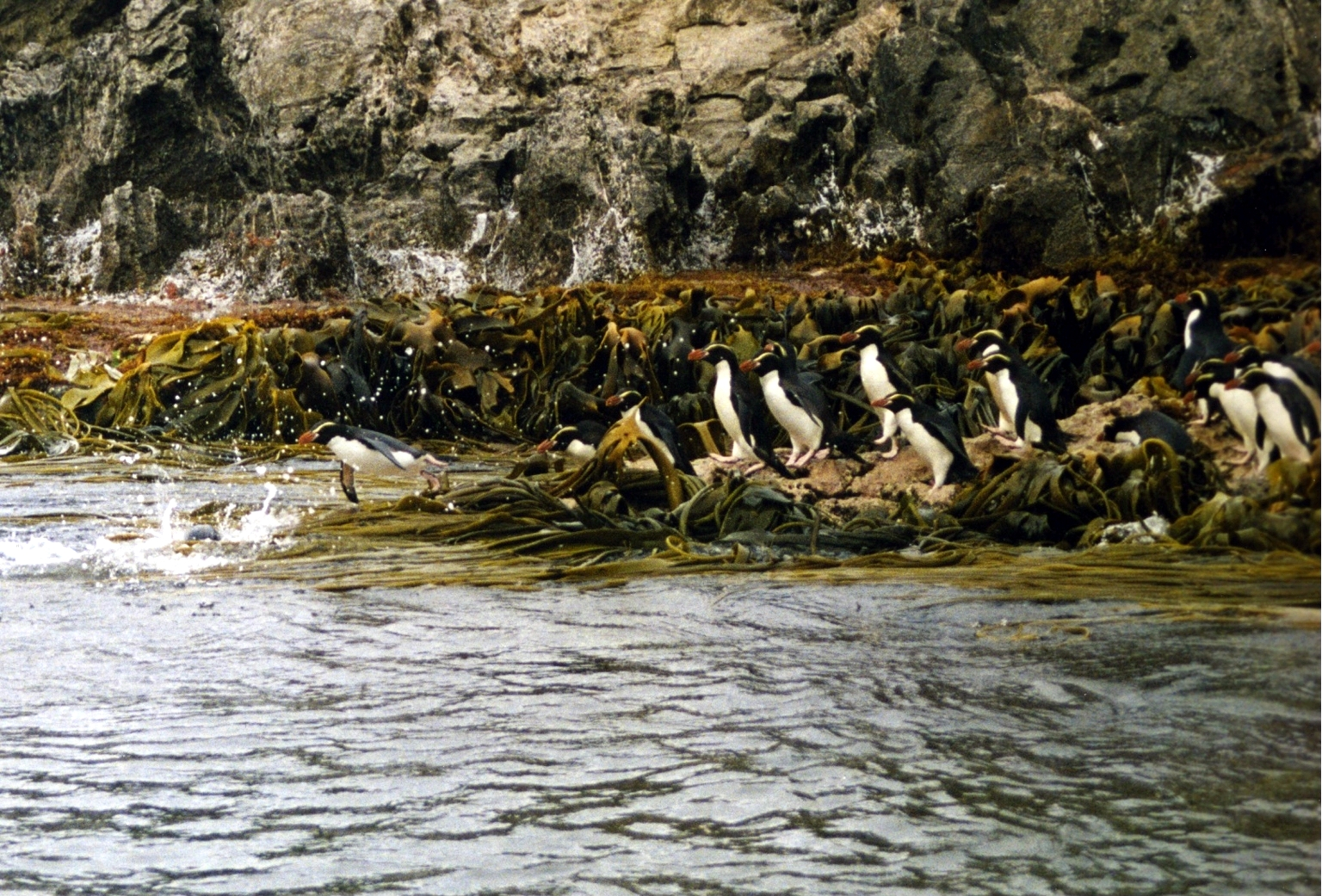
Tučňáci snarští skákající do vody. Největší nebezpečí na ně číhá v moři

Na moři se stávají kořistí velkých savců jako jsou tuleň leopardí (Hydrurga leptonyx) či novozélandští lachtani (Phocarctos hookeri a Arctocephalus forsteri). Tučňáci jsou loveni téměř vždy v době, kdy se pohybují ve vodě. Na souši je predátoři zřídkakdy dohoní a chytí do čelistí. Pokud tučňáka uloví, s kořistí se odeberou do ústraní a mrskají s ní o hladinu. Takto se zbavují nechtěného peří. Zanedlouho se nad predátorem objeví racci, kteří budou chtít ukrást alespoň kousek masa.
Vejce a mláďata jsou loveny velkými mořskými dravými ptáky, konkrétně chaluhami nebo buřňáky (např. buřňákem obrovským). Na obranu tučňáci používají své silné zobáky.

## Ohrožení

### Populace

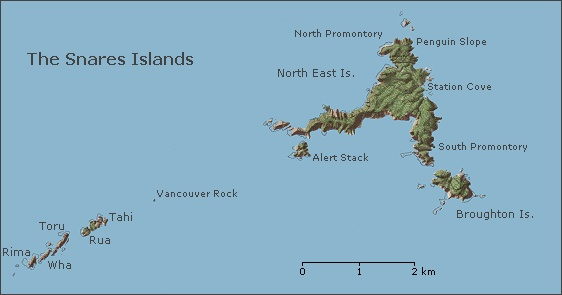
Ostrovy Snares jsou domovinou tučňáka snarského. Protože obývá pouze konkrétní nevelkou oblast, jakákoli hrozba (i menšího rozsahu) může být pro druh nebezpečná

Sčítáním z roku 2010 se počítalo s 62 000 dospělými ptáky a s 31 000 nedospělci. Dle průzkumů je populace stabilní nebo dokonce mírně vzrůstá, přesto je tento druh považován za zranitelný (zejména kvůli tomu, že jde o endemita Snárských ostrovů). K roku 2018 Mezinárodní svaz ochrany přírody (BirdLife International) hodnotí druh stále jako zranitelný se stabilní populací ve výši 63 000 dospělých jedinců. Podobný údaj je znám i z roku 1980 (asi 50 000 až 70 000 ptáků).

### Faktory
Tučňáky snarské může ohrozit hlavně nadměrný rybolov, a to jak z hlediska nedostatku potravy tak i tím, že se tučňáci omylem zachytí do sítí, jako vedlejší úlovek. Tyto lovné sítě mohou dosahovat délky několika kilometrů a lapení ptáci v ní uvíznou a utopí se. Velmi nebezpečná může být také havárie tankeru při které unikne ropa do moře. Jedna taková nehoda dokáže způsobit několik set tisícové ztráty na životech nejen tučňáků. Nějakou dobu také trvá, než se zamořená oblast stane obyvatelnou. Na moři jsou tučňáci dostiženi tvrdě. Ropa uchycená na peří způsobuje minimální tření a neumožní tučňákům plavat tak rychle, jakou rychlostí obvykle loví potravu, načež umírají hlady. Ve snaze si peří očistit se také mohou otrávit.
Kvůli bezpečnosti jsou ostrovy omezeny návštěvností a to především proto, aby se zde neusadila jiná nepřirozená zvířena, která by mohla ohrozit hnízdění tučňáků.